# Неводовський Гаврило Степанович
Гаврило Степанович Неводовський (1874–1952) — український радянський міколог, фахівець з іржових і сажкових грибів.

## Біографія
Народився 9 квітня 1874 року в селі Євминка Чернігівської губернії.
Навчався в місцевій сільській школі, після чого вступив до Чернігівської духовної семінарії. Закінчивши семінарію 1895 року, з 1897 по 1903 викладав у земській школі. Написав один із перших українських букварів — «Українська Школа» (1908).
У 1903 році вступив до Новоолександрійського інституту сільського господарства і лісівництва . З 1905 по 1908 працював у губернському земстві ґрунтознавцем. Потім, на пропозицію професора М. В. Цингера, став вивчати мікологію. У 1911 році закінчив Новоолександрійський інститут, після чого два роки працював у Тифліському ботанічному саду.
З 1913 року працював на Смілянську міко-ентомологічну станцію, після закриття якої у 1924 році переїхав до Києва. У 1927—1930 pp. працював в Українському НДІ цукрової промисловості.
У 1930 був звільнений з усіх посад і заарештований, після чого був засланий разом з дружиною в Казахстан. Працював у Казахському інституті захисту рослин в Алма-Аті. У 1933—1936 викладав у Талгарському технікумі захисту рослин, після чого через хворобу отримав дозвіл переїхати до Москви на лікування. Оговтавшись, у 1940 році переїхав до Томська і став викладачем Томського лісового технікуму. У 1943 став кандидатом біологічних наук.
У вересні 1945 року Неводовського повністю реабілітовано. 1946 року переїхав до Станіслава, звідки в 1948 — до Пущино. 8 серпня 1948 року померла дружина Гаврила Степановича Олександра Василівна. 26 серпня 1952 року Гаврило Степанович, який страждав на шлункові кровотечі та атеросклероз, помер.
Основний гербарій Неводовського передано Казахському державному університету.

## Праці
- Неводовський Г. Українська школа. Перший рік (Граматика з малюнками). — 2-е. вид. — [Черн.], 1918 р.
- Неводовський. Українська школа. Перший рік. Граматка. Мал. М. Тарловського. — 3-є вид. з додатком «Намалюй» ― «Промінь», 1917. ― 48 с.
- Неводовський Г. Первинка. — 2-е вид. ― Сміла: Вид-во «Промінь», 1918. ― 64 с.
- Неводовський Г. Зона на пшениці. ― Сміла: Вид-во «Промінь», [Друк. В. М. Лепського], 1918. ― 8 ст., іл. ― (Популярно-наукові листи. № 1).
- Неводовський Г. Коростиві яблуки та груші. ― Сміла: Вид-во «Промінь», [Друк. В. М. Лепського], 1918. ― 8 стб., іл. ― (Популярно-наукові листи. № 2).
- Неводовський Г. Як улаштувати шкільний гербарій. Сміла, 1919. — 20 с.
- Неводовський Г. С. Спостереження над грибковими хворобами польових рослин за час вегетації 1925 р. — К.: Київська філія с.-г. комітету України, 1925. — 16 с.

## Види грибів, названі на честь Г.С.Неводовського
- Cylindrosporium nevodovskii Vasyag., 1971
- Mycosphaerella nevodovskii Tomilin, 1966
- Puccinia nevodovskii Gamalizk., 1958
- Ramularia nevodovskii Vasyag., 1973 [= Ramularia heraclei (Oudem.) Sacc., 1881]
- Urocystis nevodovskyi Schwarzman, 1960